# 20.000 anni a Sing Sing
20.000 anni a Sing Sing (20.000 Years in Sing Sing) è un film del 1932 diretto da Michael Curtiz.
Nel 1940 ne è stato prodotto un remake, Il castello sull'Hudson.

## Trama
Tommy Connors è un duro che finisce incarcerato a Sing Sing. All'inizio, Connors è convinto che la vita carceraria non influirà su di lui, ma ben presto deve rendersi conto che ormai non è altro che un numero come tutti gli altri galeotti quando il suo avvocato, Joe Finn, non riesce a corrompere Long, il direttore. Tra Connors e Long si combatte una battaglia che ha come posta il fine di riportare sulla retta via i delinquenti. Il direttore vede i primi risultati quando Connors evita di prender parte a un piano di fuga progettato da un altro carcerato, Bud Sauders. Long ripone la sua fiducia in Connors quando gli permette di uscire dal carcere. La ragazza del detenuto, Fay Wilson, cercando di aiutare il suo uomo, fa amicizia con l'avvocato Finn. Ma l'uomo, in cambio, vuole molto più che amicizia: la ragazza, per sottrarsi alle sue sgradite attenzioni, salta giù dall'auto in corsa, restando seriamente ferita. Long concede un permesso a Connors per visitarla, facendogli così scoprire che l'avvocato è il responsabile del ferimento di Fay. Tra i due nasce uno scontro durante il quale Finn resta ucciso da una revolverata sparata da Fay. Ma, dell'omicidio, viene incolpato Connors, che è processato e condannato a morte. Fay tenta di discolparlo, accusandosi, ma non viene creduta. Connors, prima di salire sulla sedia elettrica, chiede la sua ultima sigaretta.

## Produzione
Fu girato a Sing Sing, la nota prigione di massima sicurezza dello stato di New York. Il film è basato sul libro Twenty Thousand Years in Sing Sing di Lewis E. Lawes, che fu direttore di detta prigione dal 1920 al 1941.